# Venus Cloacinas helgedom

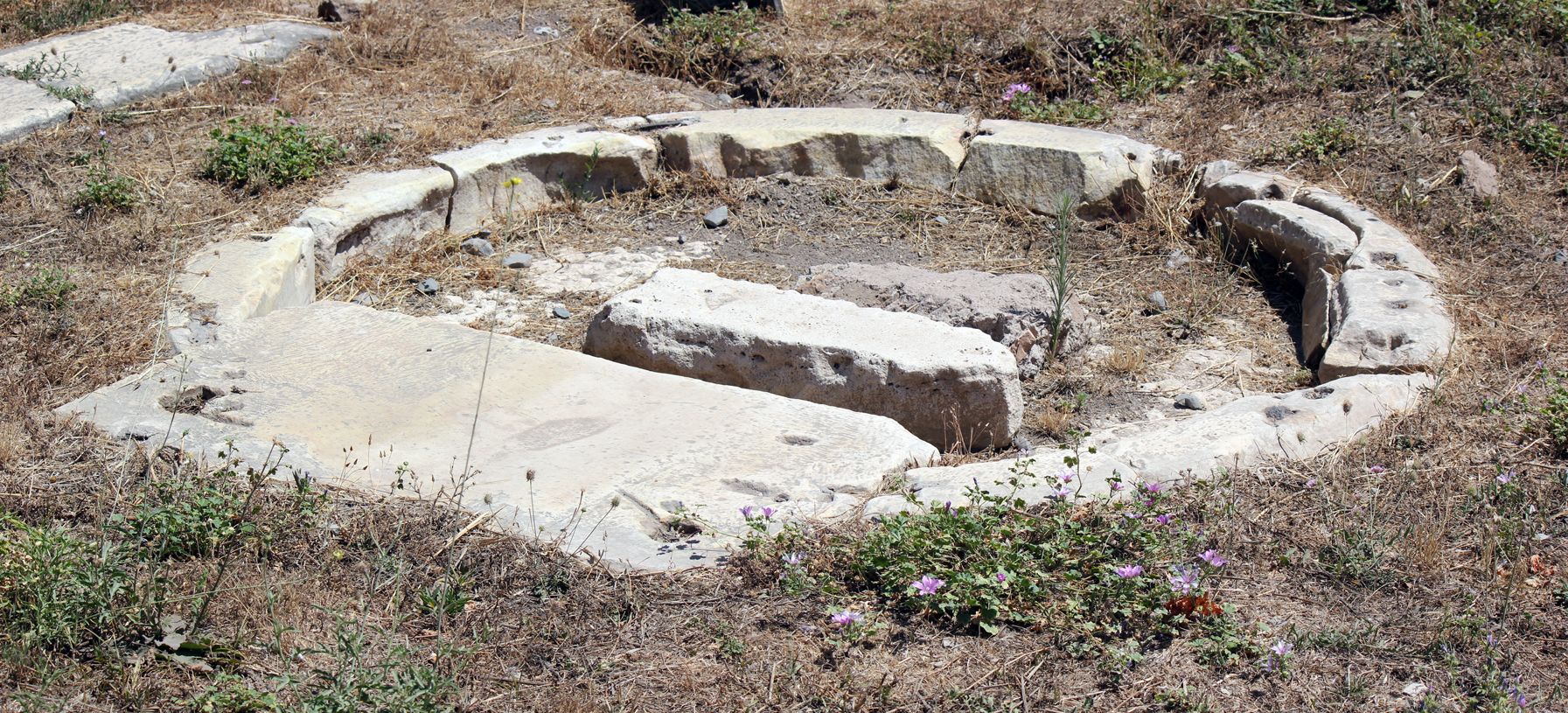
Resterna av Venus Cloacinas helgedom.

Venus Cloacinas helgedom var en helgedom belägen på Basilica Aemilias sydsida på Forum Romanum i Rom.
Helgedomen var invigd åt Venus Cloacina, ’den renande Venus’. Ett mynt från år 42 f.Kr. visar en stiliserad bild av denna helgedom med ett altare och två statyer.